# Tyran roux
Myiarchus semirufus
Espèce
Statut de conservation UICN

 VU  : Vulnérable
Le Tyran roux (Myiarchus semirufus) est une espèce de passereau de la famille des Tyrannidae,.

## Distribution
Cet oiseau vit dans le nord-ouest aride du Pérou (du département de Tumbes au nord de celui de Lima),,.